# Kavel
För andra betydelser, se Kavle (olika betydelser).

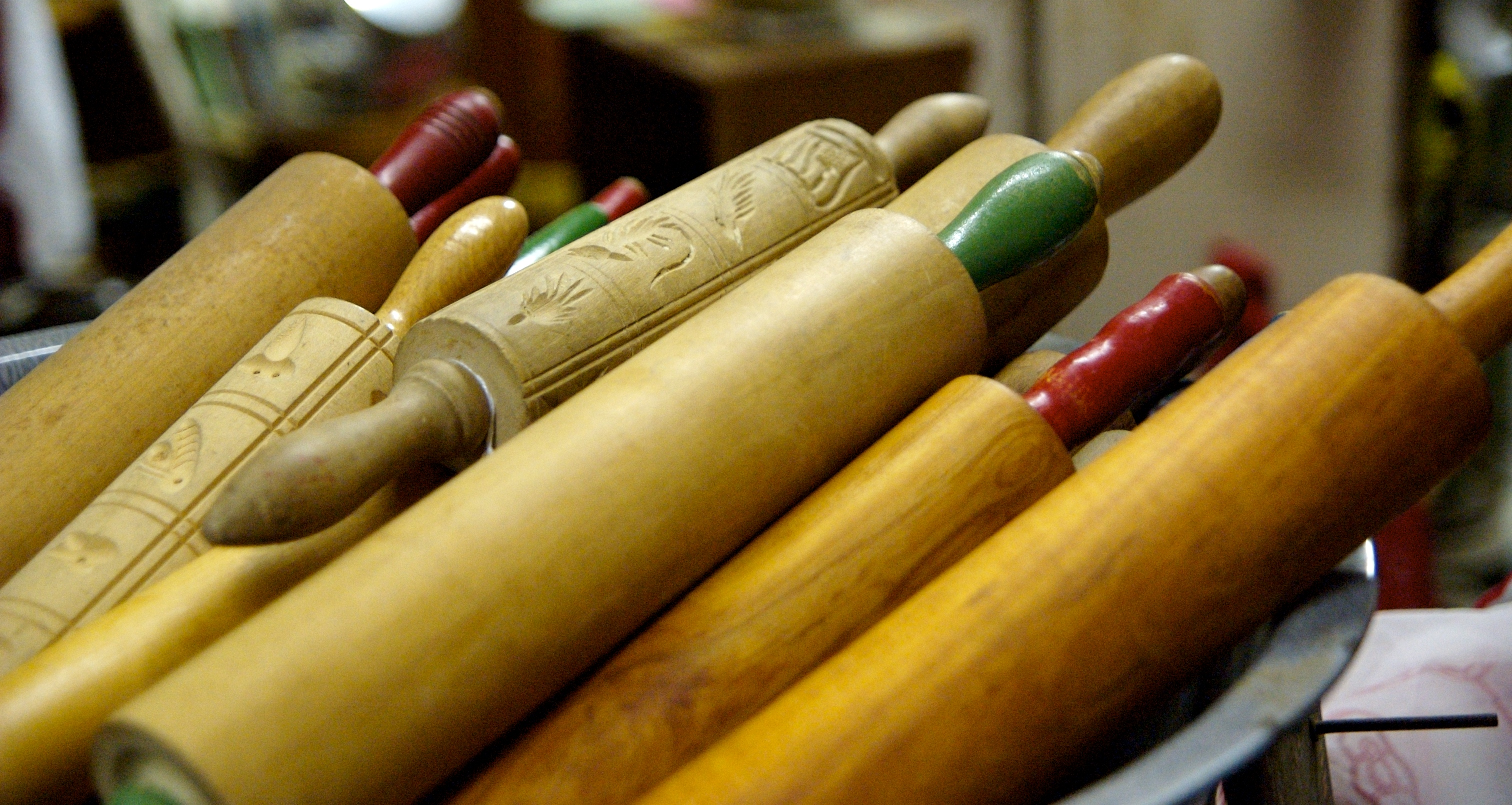
En samling kavlar

Kavel eller kavle (fornsvenska: kafle, fornnordiska: kafli), även brödkavel, rullkavel eller degkavel med mera, är ett redskap som ofta används inom bakning för att platta ut deg eller dito. Den består av en cylinder som för hand rullas över degen likt en ångvält, vilket ger en valsande effekt mot bordsytan.
Kavlar är vanligen genomborrade med en genomgående axel den roterar fritt runtom. I axelns vardera ände sitter ett handtag för användaren. De görs traditionellt i trä men finns även i andra material.

## Mönsterkavel

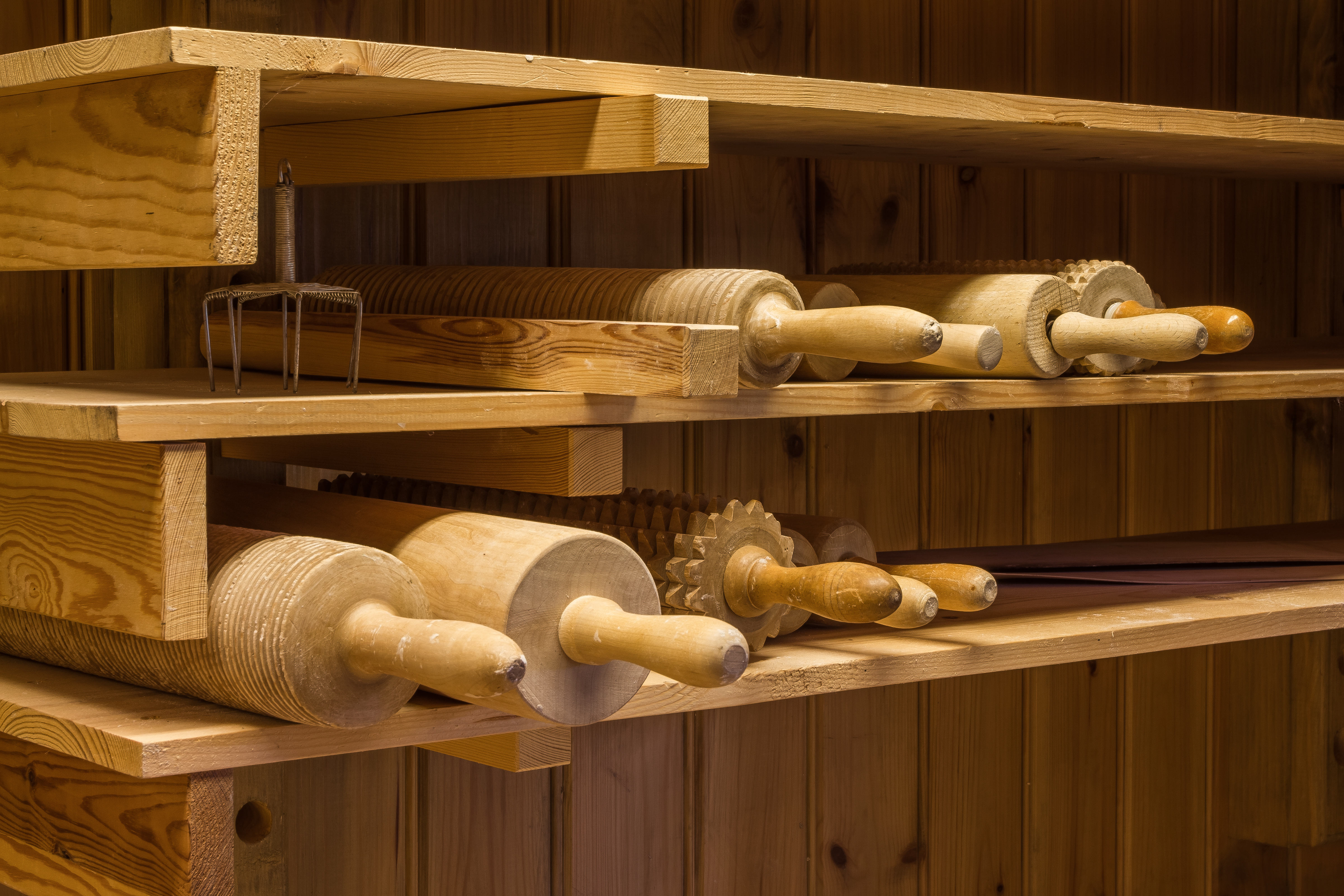
Olika kavlar, flera med mönster.

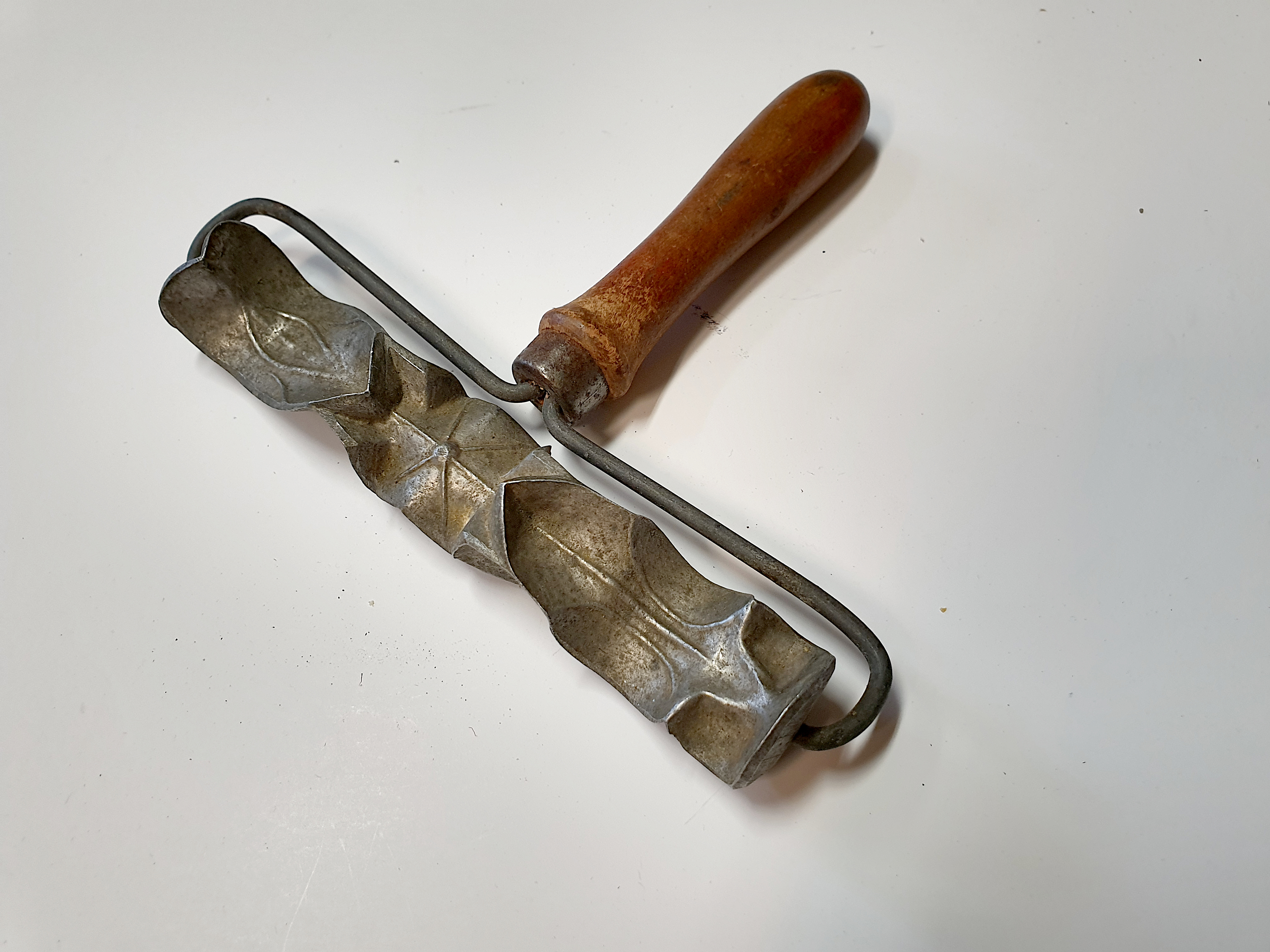
Mönsterkavel i metall med bygelaxel och penselgrepp.

Mönsterkavlar är kvalar vars cylinderyta inte är slät utan skapar ett mönster på ytan man rullar över. Man kan normalt bara rulla över en gång för att skapa avsett mönster.
Utöver brödbakning används dito inom tårtdekorering.

### Kruskavel
Kruskaveln eller knäckebrödskaveln är en mönsterkavel avsedd för knäckebrödsbak. Cylindern är inte slät utan knagglig. Punkter bildas som skapar sammanhållande länkar mellan kakornas över- och undersida.

### Randkavel

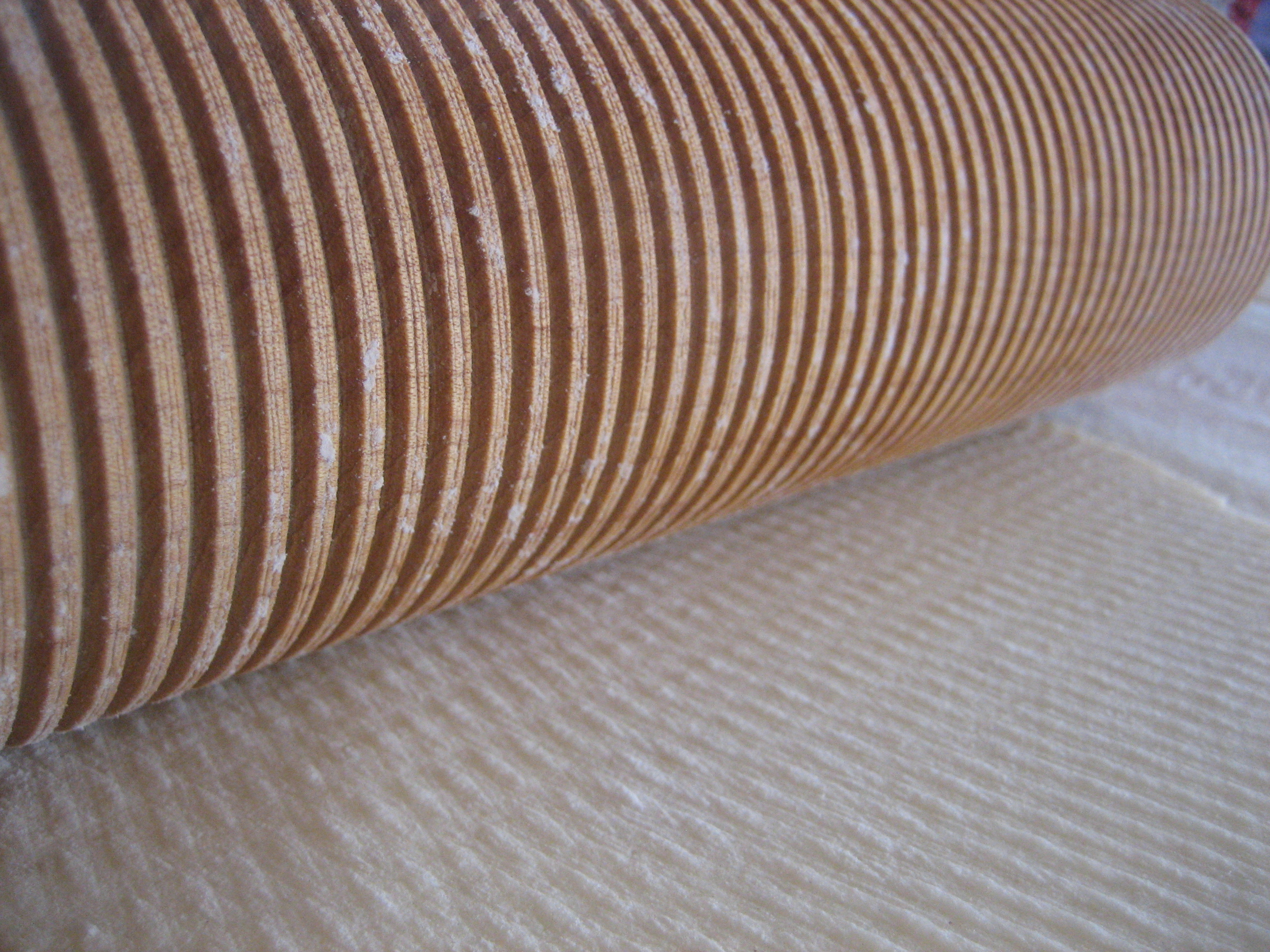
Randkavel

Randkaveln är en mönsterkavel för bland annat tunnbrödsbak. Cylindern med räfflor för att åstadkomma en jämn och tunn utkavling.